# Gyűrűs trágyagomba
A gyűrűs trágyagomba (Panaeolus semiovatus) a kérészgombafélék családjába tartozó, Európában és Észak-Amerikában honos, réteken, legelőkön ló- vagy tehéntrágyán növő, nem ehető gombafaj. 

## Megjelenése
A gyűrűs trágyagomba kalapja 3-8 cm széles, alakja fiatalon tojásdad, amely harang vagy szélesen kúpos formává szélesedik, néha domború is lehet. Színe szürkésfehér, szürkésbarna. Nem higrofán (nedvesen sötétedő), kissé húsos. Felülete tapadós, fénylő, szárazon táblásan felrepedezhet.
Húsa vékony, puha, törékeny, fehéres színű. Íze és szaga nem jellegzetes.   
Sűrűn álló lemezei tönkhöz nőttek. Színűk fiatalon fehéres, szürkés vagy barnás; a spórák érésével feketén foltos, majd teljesen fekete. 
Tönkje 8-15 cm magas és 0,5-1 cm vastag, Alakja hengeres, töve kissé megvastagodott. Színe fehéres, felülete sima vagy lisztes. Gallérja keskeny, hártyás, felálló, felül bordás; idősen a lehulló spóráktól fekete.
Spórapora fekete. Spórája elliptikus, kissé lapított, sima, vastag falú, mérete 18-24 x 10,5-13 x 9,5-11,5 µm. 

### Hasonló fajok
A domború harmatgomba hasonlíthat hozzá.    

## Elterjedése és termőhelye
Európában és Észak-Amerikában honos. Magyarországon helyenként nem ritka.
Réteken, legelőkön található meg, ahol ló- vagy tehéntrágyán, jól trágyázott helyeken nő. Mindenütt elterjedt, egészen a magashegységekig megtalálható. Júniustól októberig terem. 

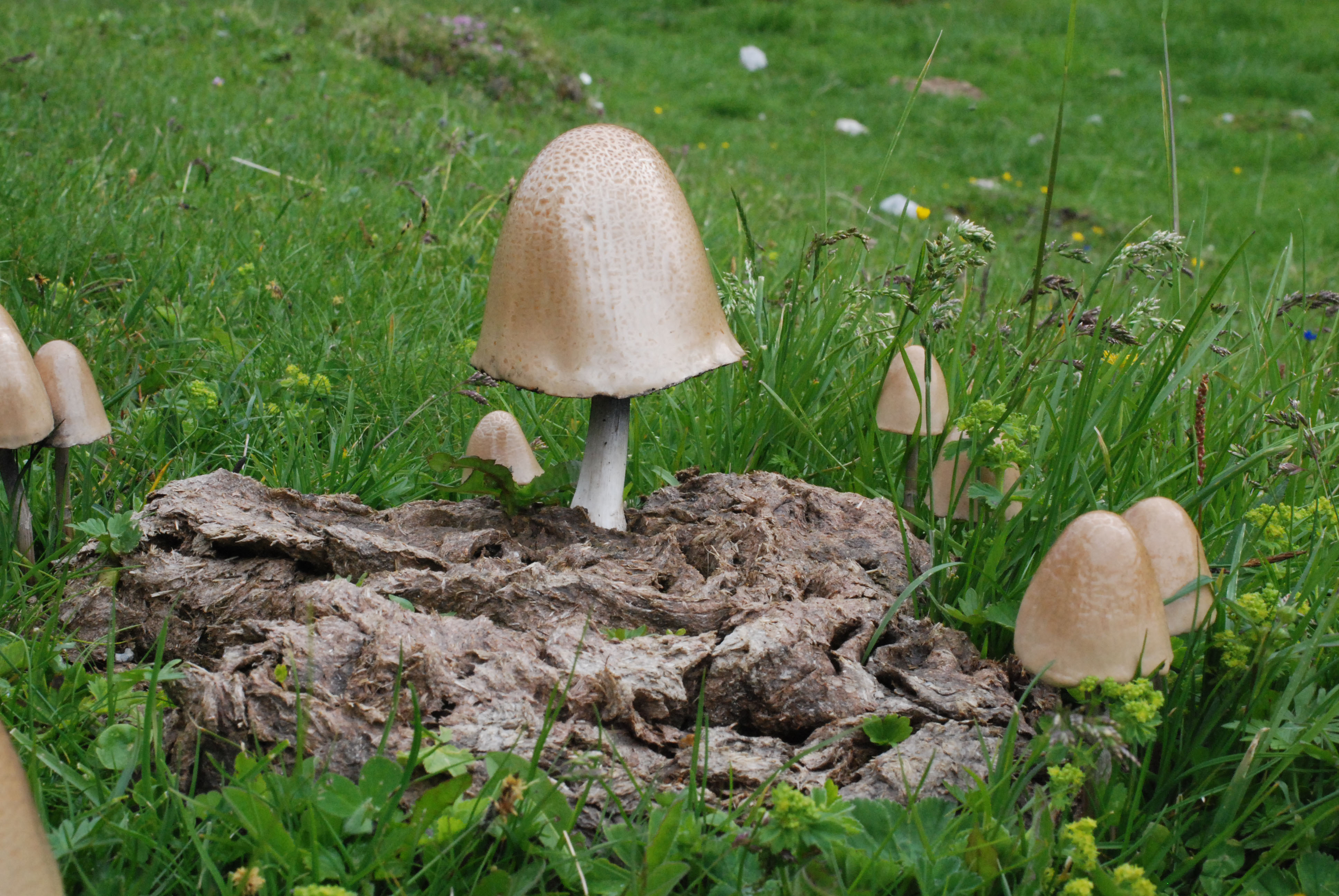
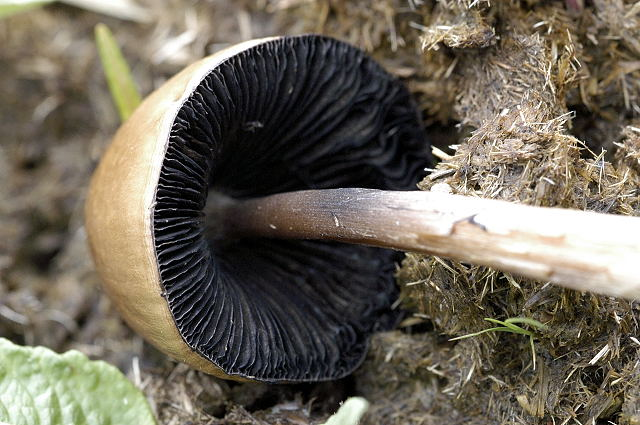
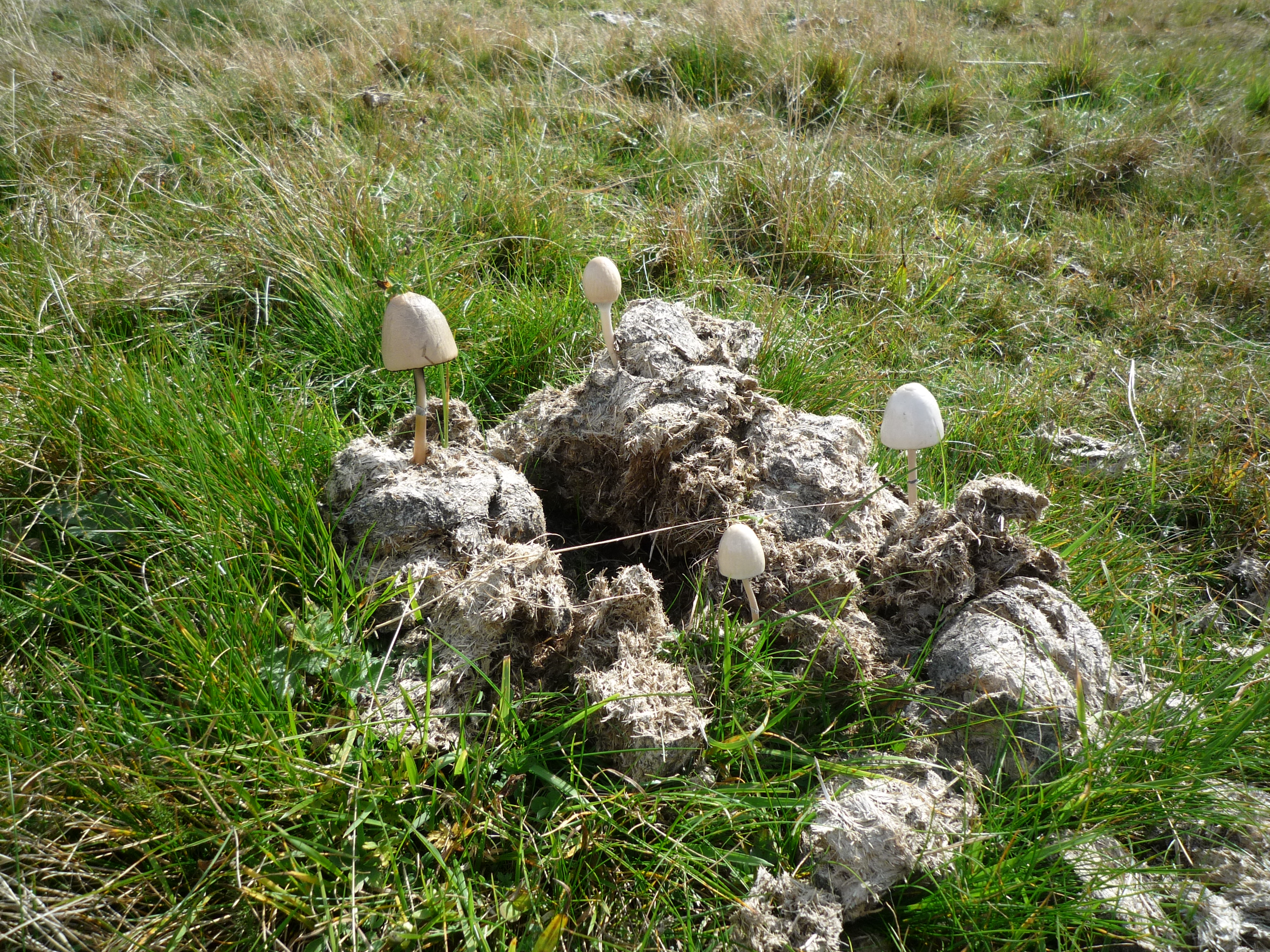
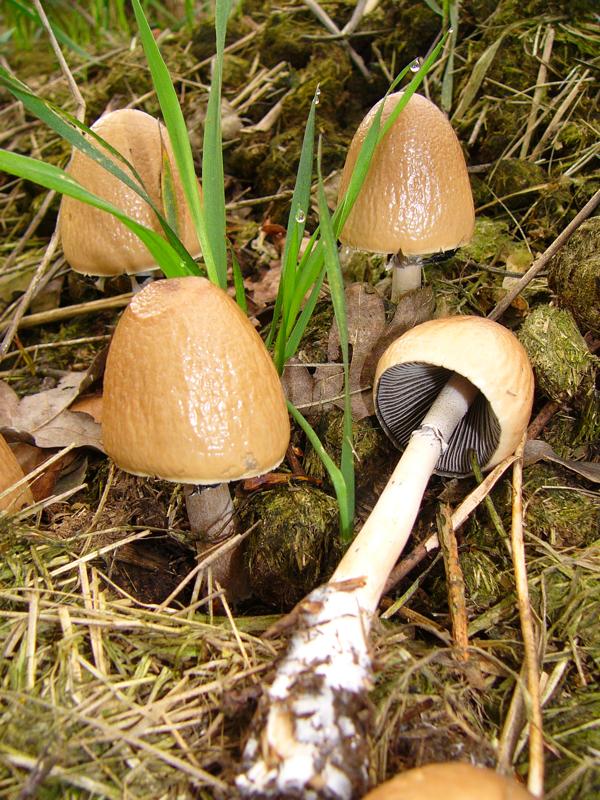

Nem ehető.   